# Prčanj
Prčanj (en serbe cyrillique : Прчањ) est un village du sud-ouest du Monténégro, dans la municipalité de Kotor.

## Démographie

### Évolution historique de la population
| 1948 | 1953 | 1961 | 1971  | 1981  | 1991  | 2003  |
| ---- | ---- | ---- | ----- | ----- | ----- | ----- |
| 619  | 965  | 896  | 1 007 | 1 211 | 1 213 | 1 244 |